# 沈图
沈图（1918年—1993年），原名申屠筠，字逸松，浙江省桐庐县环溪乡西坞村人。中华人民共和国政治人物。
早年入学浙江省湘湖师范学校，后投奔延安，进入抗日军政大学。此后担任晋察冀野战军、晋察冀军区第二纵队政治部宣传部部长。1949年，担任中国人民解放军第二十兵团政治部宣传部部长。此后担任中苏航空公司副总经理、总经理。1963年，担任中国民航局副局长。1977年，任局长。1985年4月沈图被免去中国民航总局局长职务。1987年7月中共中央政治局根据中央纪律检查委员会关于沈图所犯错误的调查情况，决定撤销他的中央委员的职务。1987年10月，中共十二届七中全会确认1987年7月14日中共中央政治局关于撤销沈图中央委员职务的决定。
1987年离休。后还担任中国扶贫基金会理事、对外联络委员会主任委员、中国国际友谊促进会副理事长、中国交通运输协会顾问等职。
1993年1月17日在北京逝世。去世后新华社和人民日报都刊发讣告，其自传也在不久后发行。